# گنزالو پیندا
گنزالو پیندا (انگلیسی: Gonzalo Pineda؛ زادهٔ ۱۹ اکتبر ۱۹۸۲) بازیکن فوتبال اهل مکزیک است. 
وی همچنین در تیم ملی فوتبال مکزیک بازی کرده‌است.